# Benjamin Tucker
Benjamin Ricketson Tucker, född 17 april 1854 i South Dartmouth i Massachusetts, död 22 juni 1939 i Monaco, var en amerikansk individualanarkist, redaktör och utgivare av den individualistiska anarkistiska tidskriften Liberty.

## Ideologisk sammanfattning
Tuckers bidrag till den amerikanska individualistiska anarkismen gick mycket genom hans publicering av likasinnade ideologiska texter. Tucker var den första att översätta Proudhons Qu'est-ce que la propriété? (sv: Vad är egendom?) och Max Stirners Der Einzige und sein Eigentum (sv: Den ende och hans egendom). I hans arbete med den anarkistiska tidskriften Liberty, publicerade han texter av Stephen Pearl Andrews, Joshua K. Ingalls, Lysander Spooner, Auberon Herbert, Victor S. Yarros, Lillian Harman, liksom hans egna skrifter. Han publicerade också George Bernard Shaws första artiklar som kom till USA samt den första amerikanska översättningen av Friedrich Nietzsche. I Liberty sammanförde Tucker de teorier som de europeiska tänkarna såsom Herbert Spencer och Pierre-Joseph Proudhon författade, ekonomiska och rättsliga teorier av amerikanska individualister såsom Lysander Spooner, William B. Greene och Josiah Warren, samt skrifter om fri kärlek och fritt tänkande i opposition till den religiösa lagstiftningen kring sex och kärlek. Med dessa i tankarna producerade Tucker ett rigoröst individualistiskt anarkistiskt system som han kallade den anarkistiska socialismen och hävdade att "[the] most perfect Socialism is possible only on the condition of the most perfect individualism."
Enligt historikern Frank Brooks, som specialiserade sig på amerikansk individualistisk anarkism, är det lätt att missförstå vad Tucker menar med sin "socialism". Innan ordet "socialism" var ett ord som var synonymt med den marxistiska meningen med ordet var det ett mycket bredare begrepp. Tucker (liksom de flesta av de författare och läsare som medverkade och läste Liberty) förstod ordet "socialism" i alla teorier som sökte krav på att lösa frågan lönearbetet existens genom radikala förändringar i den kapitalistiska ekonomin, förklaringar av ekonomin, och förslag till lösningar på densamma. Dessa lösningar var olika mellan "socialistiska" filosofier, till exempel avskaffandet av privat egendom, korporativism, statligt ägande, etc. Tucker menade att begreppet socialism innebar att "labor should be put in possession of its own," och ansåg att det som "statssocialismen" och den "anarkistiska socialismen" hade gemensamt var att båda ansåg att arbetsvärdeteorin var korrekt. Men istället för att "asserting, as did socialist anarchists, that common ownership was the key to eroding differences of economic power," och vädjan till den sociala solidariteten, förespråkade Tuckers individualistiska anarkism fördelning av samhällets tillgångar på en rättvis naturlig marknad som en medlare av de egoistiska impulser som han ansåg att människan hade men även att marknaden skulle vara en källa till social stabilitet.
Tucker ansåg först att en person hade rätt att äga frukterna av sitt arbete för att sedan överge den tanken till fördel för en "egoism" influerad av Max Stirner.
Han motsatte sig alla former av kommunism, inklusive statslösa kommunistiska samhällen då han trodde att friheten alltid inskränks för individen i sådana samhällssystem.

## De fyra monopolen
Tucker menade att det dåliga skick, som den amerikanska arbetaren levde under, berodde på fyra monopol som grundades på auktoriteter:
1. Pengamonopol
2. Landmonopol,
3. Skattemonopol
4. Patent

Under flera decennier var hans fokus på statens ekonomiska kontroll av hur handeln skulle genomföras, och vilken valuta som skulle användas. Han ansåg att intressen och profit var en form av exploatering som bankmonopolet låg bakom, som i sin tur upprätthölls genom tvång. Varje sådant intresse och vinst, menade Tucker var "ocker" och han såg det som grunden till förtrycket av arbetarna. Han sade att "interest is theft, Rent Robbery, and Profit Only Another Name for Plunder". Tucker tyckte att ocker var omoraliskt, men han försvarade rätten för alla människor att under fria former ingå i omoraliska överenskommelser.
| ”                 | Liberty, therefore, must defend the right of individuals to make contracts involving usury, rum, marriage, prostitution, any many other things which is believes to be wrong in principle and opposed to human well-being. The right to do wrong involves the essence of all rights. | „ |
| – Benjamin Tucker | |   |

Han menade att anarkismen var värdelös om inte 
| ”                 | it includes the liberty of the individual to control his product or whatever his product has brought him through exchange in a free market — that is, private property. | „ |
| – Benjamin Tucker | |   |

Han erkände att "anything is a product upon which human labor has been expended", men accepterade inte äganderätt för labored-upon land: 
| ”                 | It should be noted, however, that in the case of land, or of any other material the supply of which is so limited that all cannot hold it in unlimited quantities, Anarchism undertakes to protect no titles except such as are based upon actual occupancy and use | „ |
| – Benjamin Tucker | |   |

Tucker ansåg att man inte hade äganderätt till mark som inte används, med argumentet att den enskilde skulle behöva använda mark kontinuerligt för att behålla ensamrätten till den. Om denna praxis inte följs, ansåg han att det i praktiken resulterat i ett "mark monopol".
Tucker var också emot det statliga skyddet av bankmonopolet. Han hoppades att lönerna skulle höjas om man avreglerade finanssektorn, och resonerade att konkurrensen inom banksektorn skulle pressa ned räntorna och stimulera entreprenörskap. Tucker trodde att detta skulle minska andelen personer som söker anställning hos företag, vilket skulle göra att lönen ökade eftersom mängden arbetare inte var lika hög och därmed skulle konkursensen om de som fanns att tillgå bli starkare hos arbetsgivare. "Thus, the same blow that strikes interest down will send wages up." Han motsatte sig inte att personer skulle anställas av andra, men på grund av hans tolkning av arbetsvärdeteorin, tyckte han att den nuvarande ekonomin inte kompenserar människor fullt ut för deras arbete. Han skrev att om de fyra "monopolen" avvecklades, "it will make no difference whether men work for themselves, or are employed, or employ others. In any case they can get nothing but that wages for their labor which free competition determines."
Tucker motsatte sig protektionism, och ansåg att skatter orsakade höga priser genom att förhindra att nationella producenter inte behövde konkurrera med utländska konkurrenter. Han trodde att frihandel skulle hjälpa till att hålla priserna låga och därför skulle hjälpa arbetare mot den lön som de förstjänade den "naturliga lönen". Tucker trodde inte på rätten till olika immateriella egendomar i form av patent, på grund av att patent och upphovsrättsskyddet inte rättmätigt kunde ses som egendom. I "The Attitude of Anarchism Toward Industrial Combinations" från 1899, skrev han att grunden för egendom är "the fact that it is impossible in the nature of things for concrete objects to be used in different places at the same time". Konkret egendom är en "social nödvändighet". "[S]ince successful society rests on individual initiative, [it is necessary] to protect the individual creator in the use of his concrete creations by forbidding others to use them without his consent." Eftersom idéer inte är konkreta saker, kan de heller inte hållas och skyddas som egendom. Idéer kan användas på olika platser vid samma tidpunkt så deras användning borde inte begränsas av patent. Detta ledde till konflikt med den individualistiska Lysander Spooner, som ansåg att idéer var produkten av "intellektuellt arbete" och alltså privat egendom.

Enligt Victor S. Yarros: 
| ”                  | He [Tucker] opposed savagely any and all reform movements that had paternalistic aims and looked to the state for aid and fulfillment...For the same reason, consistent, unrelenting opposition to compulsion, he combatted "populism," "greenbackism," the single-tax movement, and all forms of socialism and communism. He denounced and exposed Johann Most, the editor of Freiheit, the anarchist-communist organ. The end, he declared, could never justify the means, if the means were intrinsically immoral — and force, by whomsoever used, was immoral except as a means of preventing or punishing aggression | „ |
| – Victor S. Yarros | |   |

Tucker förkastade inställningen att fackföreningarna var den grupp som skulle förändra genom lagen, såsom införande av en åtta timmars arbetsdag, minimilön och tvingande regler för företag att tillhandahålla försäkringar för anställda och obligatoriska pensionssystem. Han tyckte istället att strejker bör organiseras av fria arbetare snarare än av byråkratiska fackliga tjänstemän och organisationer. Han hävdade, "strikes, whenever and wherever inaugurated, deserve encouragement from all the friends of labour... They show that people are beginning to know their rights, and knowing, dare to maintain them." Vidare tycker han att "as an awakening agent, as an agitating force, the beneficent influence of a strike is immeasurable... with our present economic system almost every strike is just. For what is justice in production and distribution? That labour, which creates all, shall have all." Tucker såg det individualistiskt anarkistiska samhället som "each man reaping the fruits of his labour and no man able to live in idleness on an income from capital....become[ing] a great hive of Anarchistic workers, prosperous and free individuals [combining] to carry on their production and distribution on the cost principle" snarare än som en byråkratisk organisation av arbetare i fackföreningar. Han hyste dock genuin uppskattning inför fackföreningar (som han kallade "fackföreningssocialism") och såg det som "an intelligent and self-governing socialism", "they promise the coming substitution of industrial socialism for usurping legislative mobism".

## Frågan om försvar av egendom
Tucker hade inte en utopisk vision av anarkismen, där individer inte skulle komma att tvinga varandra. Han förespråkade att frihet och egendom skulle försvaras av privata institutioner. Han motsatte sig det monopol som staten hade på säkerhetsområdet och förespråkade en fri marknad av privat konkurrerande försvarleverantörer: "defense is a service like any other service; ... it is labor both useful and desired, and therefore an economic commodity subject to the law of supply and demand". Han sade att anarkismen "does not exclude prisons, officials, military, or other symbols of force. It merely demands that non-invasive men shall not be made the victims of such force. Anarchism is not the reign of love, but the reign of justice. It does not signify the abolition of force-symbols but the application of force to real invaders." Tucker tyckte att en marknadsbaserad leverans av säkerhettjänster skulle vara ett skydd för mark som används, men att dessa leverantörer inte skulle hjälpa dem som försöker göra vinst genom hyresindrivning "'The land for the people'... means the protection by ... voluntary associations for the maintenance of justice ... of all people who desire to cultivate land in possession of whatever land they personally cultivate ... and the positive refusal of the protecting power to lend its aid to the collection of any rent, whatsoever."

## Från naturrätt till egoism
Tucker övergav inställningen om "naturliga rättigheter", som han hyst tidigare, och började bli en anhängare av Max Stirners "egoism". Detta ledde till en uppdelning i den amerikanska individualistiska rörelsen mellan det växande antalet "egoister" och samtida Spoonerianer som var anhängare av naturrätten. Tucker ansåg här att det inte fanns några rättigheter förrän dess att ett kontrakt upprättats. Detta ledde honom till olika kontroversiella ståndpunkter, såsom att spädbarn inte hade några rättigheter och att de var sina föräldrars egendomar, eftersom de inte har förmågan att ingå i överenskommelser med sin omvärld. Han tyckte bland annat att en person som fysiskt försöker stoppa en mamma från att kasta sitt barn nedför ett stup bör straffas eftersom personen då kränker hennes rättigheter. Han menade att ett barns status som egendom skulle övergå till någon med rättigheter då de är gamla nog att till exempel köpa eller sälja ett hus. När de är mogna nog för detta skall en form av jury avgöra.

Han ansåg också att det var okej att angripa andra om det "samlade lidandet" blev mindre av att man gjorde det än att man inte gjorde det. Han sade:
| ”                 | the ultimate end of human endeavor is the minimum of pain. We aim to decrease invasion only because, as a rule, invasion increases the total of pain (meaning, of course, pain suffered by the ego, whether directly or through sympathy with others). But it is precisely my contention that this rule, despite the immense importance which I place upon it, is not absolute; that, on the contrary, there are exceptional cases where invasion—that is, coercion of the non-invasive—lessens the aggregate pain. Therefore coercion of the non-invasive, when justifiable at all, is to be justified on the ground that it secures, not a minimum of invasion, but a minimum of pain. ... [T]o me [it is] axiomatic—that the ultimate end is the minimum of pain. | „ |
| – Benjamin Tucker | |   |

Tucker menade nu att det bara fanns två rättigheter, "the right of might" och "överenskommelserätten". Han sade, efter sin konvertering, att det var acceptabelt att ta över land med våld om inte annat avtalats. År 1892 sade han att 
| ”                 | In times past...it was my habit to talk glibly of the right of man to land. It was a bad habit, and I long ago sloughed it off. Man's only right to land is his might over it. If his neighbor is mightier than he and takes the land from him, then the land is his neighbor's, until the latter is dispossessed by one mightier still. | „ |
| – Benjamin Tucker | |   |

Han trodde dock att människor skulle inse fördelarna med att ingå avtal framför att tvinga fram en förändring genom våld.

## Senare liv
År 1908 förstörde en brand Tuckers kontor med hans utskriftsutrustning och hans 30-åriga lager av böcker och pamfletter. Kontoret var oförsäkrat. Tucker's älskare, Pearl Johnson, var gravid med deras dotter, Oriole Tucker. Sex veckor efter Oriole fötts, stängde Tucker både Liberty och bokaffären för att pensionera sig och flyttade med sin familj till Frankrike. År 1913 skrev han i The New Freewoman, som han kallade "the most important publication in existence".

Senare i livet blev Tucker mycket mer pessimistisk inför utsikterna för införandet av anarkismen. År 1926 publicerade Vanguard Press ett urval av hans skrifter med titeln Individual Liberty, där Tucker lade till ett efterord till "State Socialism and Anarchism" i vilket han fastslog följande: 
| ”                 | Forty years ago, when the foregoing essay was written, the denial of competition had not yet effected the enormous concentration of wealth that now so gravely threatens social order. It was not yet too late to stem the current of accumulation by a reversal of the policy of monopoly. The Anarchistic remedy was still applicable. | „ |
| – Benjamin Tucker | |   |

Men han lade också till att:
| ”                 | Today the way is not so clear. The four monopolies, unhindered, have made possible the modern development of the trust, and the trust is now a monster which I fear, even the freest banking, could it be instituted, would be unable to destroy. ... If this be true, then monopoly, which can be controlled permanently only for economic forces, has passed for the moment beyond their reach, and must be grappled with for a time solely by forces political or revolutionary. Until measures of forcible confiscation, through the State or in defiance of it, shall have abolished the concentrations that monopoly has created, the economic solution proposed by Anarchism and outlined in the forgoing pages – and there is no other solution – will remain a thing to be taught to the rising generation, that conditions may be favorable to its application after the great leveling. But education is a slow process, and may not come too quickly. Anarchists who endeavor to hasten it by joining in the propaganda of State Socialism or revolution make a sad mistake indeed. They help to so force the march of events that the people will not have time to find out, by the study of their experience, that their troubles have been due to the rejection of competition. | „ |
| – Benjamin Tucker | |   |

I privata brev skrev han att "Capitalism is at least tolerable, which cannot be said of Socialism or Communism".

År 1930 ansåg Tucker att centralisering och teknisk utveckling hade dömt både anarkin och civilisationen till en omöjlighet:
| ”                 | The matter of my famous 'Postscript' now sinks into insignificance; the insurmountable obstacle to the realization of Anarchy is no longer the power of the trusts, but the indisputable fact that our civilization is in its death throes. We may last a couple of centuries yet; on the other hand, a decade may precipitate our finish. ... The dark ages sure enough. The Monster, Mechanism, is devouring mankind. | „ |
| – Benjamin Tucker | |   |

Tucker dog 1939 i Monaco tillsammans med sin familj. Hans dotter, Oriole, sade: 
| ”               | Father's attitude towards communism never changed one whit, nor about religion.... In his last months he called in the French housekeeper. 'I want her,' he said, 'to be a witness that on my death bed I'm not recanting. I do not believe in God!' | „ |
| – Oriole Tucker | |   |

## Datum, platser och händelser
Tucker föddes den 17 april 1854 i South Dartmouth, Massachusetts.
- 1872 - När han studerar vid MIT, deltog Tucker vid ett konvent anordnat av New England Labor Reform League i Boston, som leddes av William B. Greene, författare till Mutual Banking (1850). Vid konventet köpte Tucker Mutual Banking, True Civilization, och en uppsättning av Ezra Heywood's pamfletter. Dessutom träffade han "fri-kärleks"-aktivisteb, Ezra Heywood som sammanförde honom med William B. Greene och Josiah Warren, författare till True Civilization (1869). Han träffar också Victoria Woodhull som han inleder ett förhållande som håller i 3 år
- 1876 - Tucker's debuterar i radikala kretsar: Heywood publicerade Tucker's engelska översättning av Proudhons klassiska arbete Vad är egendom?.
- 1877-1878 - Påbörjar arbetet med sin tidskrift, Radical Review, som kommer ut fyra gånger.
- Augusti 1881 till april 1908 - publicerade tidskriften, Liberty
- 1892 - flyttade Liberty från Boston till New York
- 1906 - Öppnar Tucker's Unique Book Shop i New York för att "Egoism in Philosophy, Anarchism in Politics, Iconoclasm in Art".
- 1908 - En brand förstör Tucker's oförsäkrade utrustning och hans 30-åriga lager av böcker och pamfletter.
- 1913 - Tucker skriver i två år artiklar till The New Freewoman som han kallade "den viktigaste publikation som existerar"
- 1939 - Tucker dog i Monaco, i sällskap med sin älskarinna Pearl Johnson och deras dotter, Oriole.

## Publikationer på nätet
- Instead of a Book, by a Man Too Busy to Write One (1893, 1897)
- Flera av Tuckers texter på Anarchy Archives
- State Socialism and Anarchism. How far they agree and wherein they differ (1886)
- Liberty and Taxation Från tidskriften Liberty 1881-1908